# Бендасюк, Семён Юрьевич
Семён Ю́рьевич Бендасю́к (1877, Скоповка, Австро-Венгрия — январь 1965, Львов) — галицко-русский общественный и религиозный деятель, публицист и журналист.

## Биография

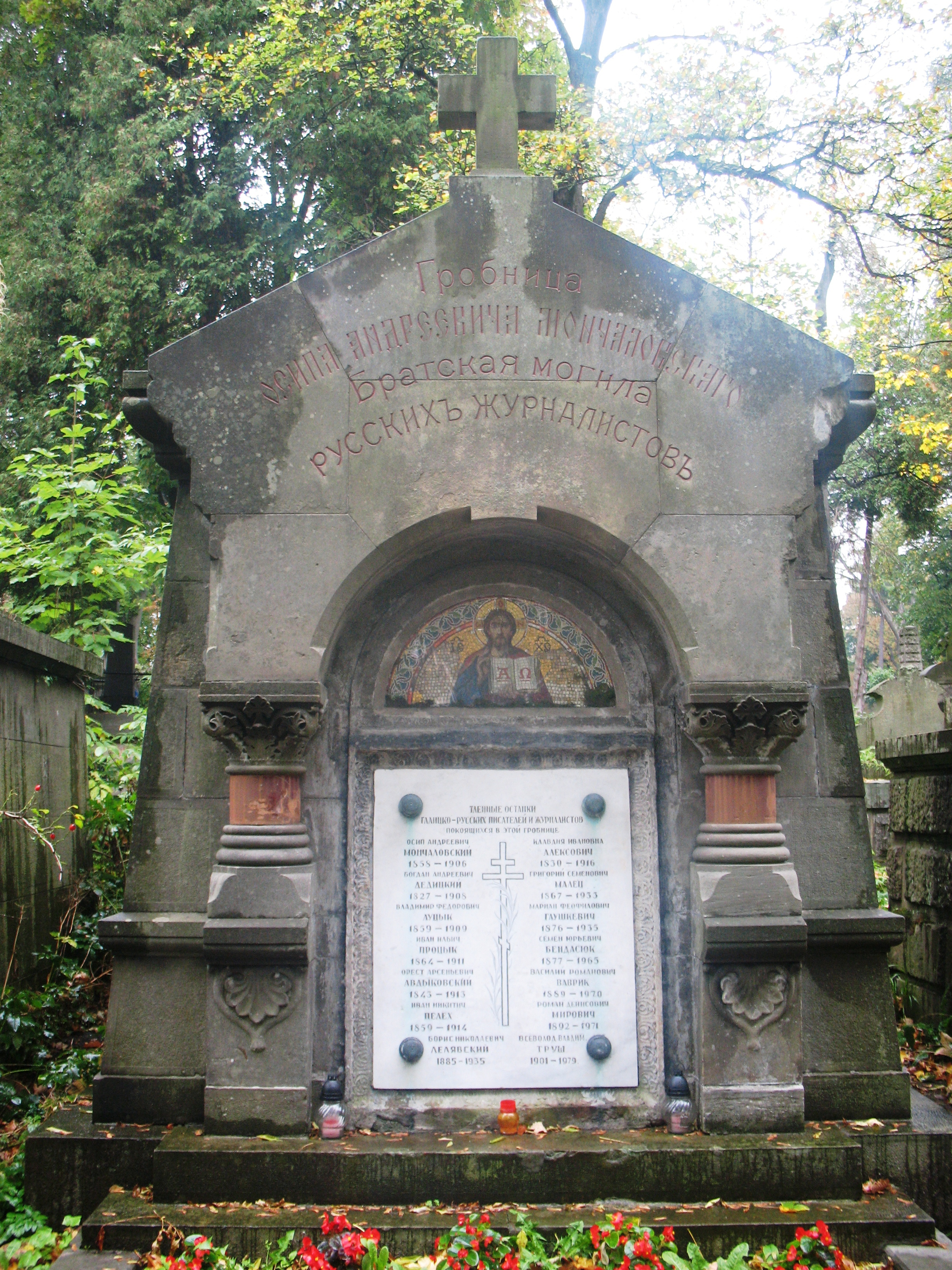
Братская могила русских журналистов, в которой похоронен Семён Бендасюк

Семён Бендасюк родился в селе Скоповка в крестьянской семье. Окончил гимназию в Коломые, высшее образование получил на юридическом факультете Львовского университета.
После окончания университета занимался общественной деятельностью, в 1910—1912 годах — секретарь Общества имени Михаила Качковского, русофильской организации в Австро-Венгрии и послевоенной Польше. Сотрудничал в газете «Прикарпатская Русь».
В 1913 году на судебном процессе во Львове Бендасюк и ещё ряд других русофильских деятелей (Колдра, Сандович, Гудима) были обвинены в шпионаже, но были оправданы судом; защитой руководил галицко-русский общественной деятель, юрист Мариан Феофилович Глушкевич. После оправдания Семён Бендасюк переехал в Российскую империю, принял православие в Харькове.
Во время Первой мировой войны уехал в США. После Первой мировой войны вернулся во Львов. Был членом Львовского Православного братства, старостой православного прихода при храме святого Георгия, редактором газеты «Наука» популярного издания Общества имени Михаила Качковского и секретарем «Галицко-русской матицы», работал в архиве Ставропигийского института. Печатался во львовской газете «Русский голос».
Умер в 1965 году во Львове. Похоронен 5 января того же года на Лычаковском кладбище, в братской могиле русских писателей и журналистов.

## Сочинения
- «Алексей Васильевич Кольцов. Русский поэт-крестьянин» (Львов, 1909),
- «Николай Васильевич Гоголь. Его жизнь и сочинения» (Львов, 1909),
- «Грамматика русского литературного языка для русских в Галичине, Буковине и Угрии» (Львов, 1909),
- «Граф Лев Николаевич Толстой, его жизнь и писательская деятельность» (Львов, 1911),
- «Общерусский первопечатник Иван Федоров и основанная им Братская Ставропигийская печатня во Львове» (Львов, 1934) доступна (электронная версия ),
- «Единство Руси» (в переводе на лемковский диалект )
- «Культ А. С. Пушкина на Галицкой Руси» (Львов, 1937),
- «Историческое развитие украинского сепаратизма» (Львов, 1939).